# HSG Wittlich
Die Handballspielgemeinschaft Wittlich e. V., kurz HSG Wittlich, ist ein Handballverein aus Wittlich im Landkreis Bernkastel-Wittlich in Rheinland-Pfalz.

## Geschichte
Die HSG Wittlich war eine Handballspielgemeinschaft, die aus dem Zusammenschluss der Handballabteilungen des PSV Wengerohr und dem Wittlicher TV hervorging. Nach über 20 Jahren in der Spielgemeinschaft hat die HSG 1991 einen eigenen Verein mit dem Namen HSG Wittlich e. V. gegründet. Zu den größten Erfolgen der HSG gehören der Aufstieg in die 3. Liga (Frauen), mehrere Teilnahmen am DHB-Pokal und Rheinland-Meisterschaften (4. Liga). Von 1999 bis 2019 veranstalteten die HSG-Frauen jährlich den international besetzten Wittlicher Handball-Cup.

## Handball
Die HSG Wittlich nimmt mit drei Männermannschaften, vier Frauenteams und elf Nachwuchsmannschaften am Spielbetrieb des Handballverbandes Rheinland (HVR) teil. Sie gehört zu den Gründungsmitgliedern der Oberliga Rheinland-Pfalz/Saar und der Wiedergründung von Regionalliga Südwest. In der Saison 2024/25 spielte die Männermannschaft in der Oberliga RPS und das Frauenteam in der Regionalliga Südwest.

### Erfolge
| Frauen - Aufstieg in die 3. Liga 2020 - DHB-Pokal Hauptrunde 2003/04, 2017/18 - Aufstieg in die Regionalliga West (3. Liga) 1999, 2003 - Meister Oberliga Rheinland-Pfalz/Saar 2020 - Meister Oberliga Rheinland (4. Liga) 1999, - Vizemeister Oberliga Rheinland-Pfalz/Saar 2013, 2024 - Vizemeister Oberliga Rheinland (4. Liga) 2002, 2003, 2005 |

| Männer - Aufstieg in die OL-Rheinland (3. Liga) 1975 - Aufstieg in die OL-Rheinland (4. Liga) 1995 - Rheinland-Pokalsieger 2015, 2017 |

### Spielerpersönlichkeiten
| - Jennifer Souza - Marie Teusch - Tetjana Nykytenko |

## Veranstaltungen
- Wittlicher Handball-Cup